# III. Kallixtusz pápa
A III. Kallixtusz (latin alakjában Callixtus), (1378. december 31., Xàtiva – 1458. augusztus 6., Róma) uralkodói nevet felvéve lépett a római katolikus egyház legfőbb hivatalába a történelem 209. pápája 1455-től haláláig. A mindössze három esztendőn át regnáló Kallixtusz majd' teljes egészében a törökök elleni keresztes hadjárat szervezésének szentelte hivatali idejét. Ennek megfelelően politikája szinte kizárólag külpolitikai elemekből állt. Intenzív kapcsolatot tartott fenn Európa minden keresztény uralkodójával. Kimagasló erőfeszítései ellenére nem sikerült megvalósítania álmát. Ez nagyrészt az uralkodók politikai érdeke miatt nem sikerült, és egyúttal azt is mutatja, hogy a nemzeteket kormányzó hatalmak mennyire megerősödtek a pápa hatalmával szemben. Egyedül Magyarország és Albánia vette fel a harcot a törökök ellen, de ez a közvetlen fenyegetettségnek is tulajdonítható.
III. Kallixtusz pápa továbbá híres arról is, hogy ő rendelte el a déli harangszót a magyarok megsegítésére a török elleni harcban, valamint ő vezette be a Krisztus színeváltozása ünnepet a nándorfehérvári diadal hírére.

## Élete és pályája
1378. december 31-én született a mai Spanyolország területén. Eredeti neve Alfonso de Borja volt, amely később az olaszosabb hangzás végett Alfonso Borgia névre változott. A Valencia melletti kis városban, Xàtivában világra jövő Alfonso Valencia egyik legnemesebb családjának sarja volt. A Borja család és Valencia területei is az aragón uralkodó koronája alá tartoztak. A kitűnő származás neveltetésén is meglátszott. Már ifjan a Lleidai Egyetem hallgatója lett, ahol a teológia mellett kánonjogot is tanult. Ez utóbbiból sikerült diplomát szereznie, és később doktorátusát is az egyházi jogból szerezte. Amikor tanulmányait befejezte, a nagy nyugati egyházszakadás éppen tetőpontjára hágott, és XIII. Benedek, az Aragóniába űzött avignoni ellenpápa még Franciaországban kanonoki rangra emelte. Egyházjogászként azonban Alfonso sem maradhatott el az 1414-ben összeült konstanzi zsinatról, amely a pápa számára tragikusan alakult. Az aragóniai udvar által támogatott ellenpápát a zsinat hosszas tárgyalás és győzködés után végül megfosztotta címétől. Benedek egykori támogatói nagyrészt elismerték a zsinat döntését. Egyedül az ellenpápa szülőföldje, az V. Alfonz uralta Aragónia nem pártolt el mellőle. A király hazahívta minden képviselőjét a konstanzi zsinatról, így ekkor Alfonso is visszatért szülőföldjére. Itt többször is megpróbálta rábeszélni Benedeket a lemondásra, és hogy ismerje el az egységesen megválasztott V. Mártont, de őt nem lehetett megingatni elhivatottságában.
Alfonso nem tett le békítő szándékairól, így amikor pár éven belül Alfonz királyi tanácsadója és titkára lett, igyekezett az uralkodót megbékíteni Mártonnal. Eközben Benedek meghalt, és helyére VIII. Kelement választották meg ellenpápaként a római egyházfővel szemben. Alfonso végül elérte, hogy királya és V. Márton tárgyalóasztalhoz üljenek. A béke megszületése után Alfonso is nyíltan a római egyházfőt ismerte el legitim pápának. Kiemelkedő diplomáciai szolgálataiért, és a béke helyreállításáért Márton Valencia püspökévé tette meg, 1429 augusztusában. A minden világi támogatójától megfosztott VIII. Kelement is Alfonso beszélte rá a békülésre. A katalán püspök ekkorra már nemcsak Márton, hanem az egész bíborosi kollégium előtt is ismertté és tiszteltté vált. Amikor IV. Jenő pápa foglalhatta el Szent Péter trónját, Alfonz újra szembekerült a római szentszékkel. Jenő és az aragón király viszálya ismét Alfonso közvetítésének köszönhetően oldódott meg. Jenő hálából 1443-ban bíborosi rangra emelte a kitűnő püspököt, aki ettől kezdve a kúria állandó lakója lett. A pápa diplomáciai szolgálatában vett részt a bázeli zsinaton is, de nem állt a konciliarista elveket valló klerikusok közé. Amikor V. Miklós pápa 1455 márciusában meghalt, az összeülő konklávé kiváló érdemei miatt rövid időn belül megválasztotta Alfonsót a pápai trónra, aki 1455. április 8-án felvette a III. Kallixtusz uralkodói nevet.

## Törökellenes fellépése

### A nándorfehérvári diadal

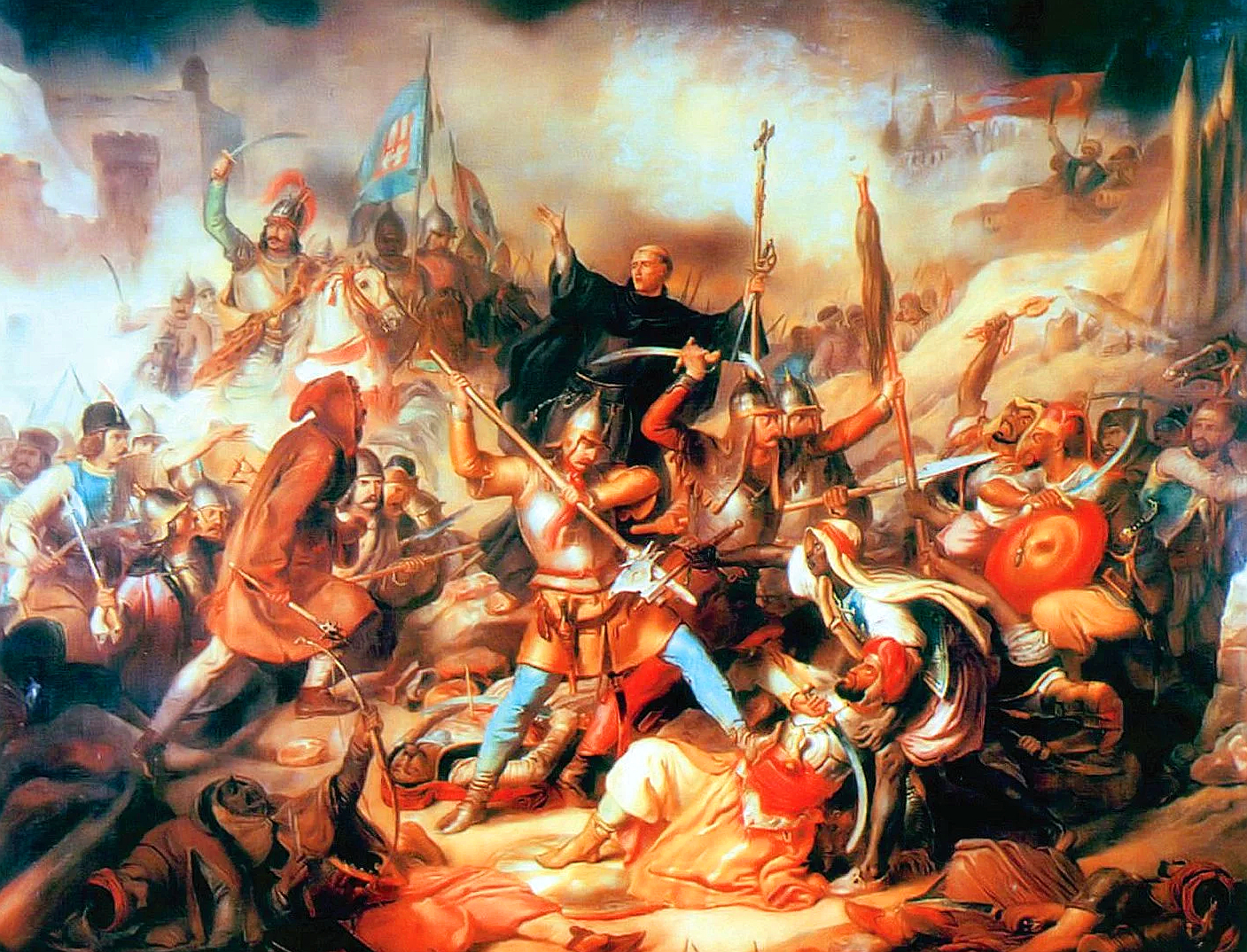
A nándorfehérvári csata, középen Kapisztrán Jánossal

Kallixtusz trónra emelkedésével az Európát a Balkán felől fenyegető pogány törökök egyik meggyőződéses ellensége került a katolikus egyház élére. Már kardinálisként Miklós pápa legbuzgóbb segítője volt a törökellenes háború szervezésében. Amikor elfoglalta trónját ígéretet tett egy mindent átfogó keresztes háború szervezésére. Az energikus kezdet után ugyan megtört lendülete, és hároméves pontifikátusának majdnem minden részletét felőrölte. Az 1453-ban elesett Konstantinápoly visszahódítására Kallixtusz valóban minden követ megmozgatott. Pápai legátusokat küldött minden európai udvarba, a ferencesek pedig minden városban kihirdették Kallixtusz bulláját, amely 1455. május 15-én kelt. A széles körű diplomáciai erőfeszítések azonban nem sok sikert hoztak. Anglia és Franciaország a százéves háborúra hivatkozva távol maradtak, és csak egyes lovagok indultak el Magyarország felé a keresztes hadjáratra. Portugália ugyan kiállított egy flottát, de azt végül visszahívta saját védelmére és mert nem látott hasznot Konstantinápoly visszafoglalásában. Genova pedig a pápai támogatással kiállított erős flottával inkább Aragónia ellen vonult. Ezzel két fontos szövetségest is elvesztett Kallixtusz. A Velencei Köztársaság pedig már korábban üzleti szövetségre lépett az Oszmán Birodalommal, ezért nem igyekezett az ellene szerveződő felszabadító háború megsegítésére. III. Frigyes, német-római császár pedig nyíltan kijelentette, hogy nem vesz részt egy olyan háborúban, amely egyértelmű előnyökkel jár Magyarország számára. Frigyes a magyar trónon ülő V. László ellensége volt, ugyanis a szintén Habsburg uralkodó nem volt hajlandó szövetségre lépni vele és neki alárendelni országát. Mindössze a közvetlen fenyegetettségben élő uralkodók figyeltek fel Kallixtusz hívó szavára. A pápai udvar adókat vetett ki egész Európára, hogy azzal fedezni tudja a hadjárat költségeit. Az egyházi segítség két országba áramlott: Magyarországra és Albániába. László kiváló emberek segítségével szervezte meg a hadjáratot. Egyrészt kiskorúságának idején kormányzója, Hunyadi János vállalta a seregek vezetését, aki mellett a ferences Kapisztrán Szent János segített katonákat toborozni. A kivételes képességű szónok sokakat vonzott Hunyadi keresztes seregébe. Emellett Kallixtusz 1455-ben Budára küldte Juan Carvajal bíborost, aki az egyház teljes támogatását biztosította a harcokhoz.
A hadjárat megszervezésében Kallixtusz vállalta, hogy egy flottát küld a Dardanellákhoz, hogy meggátolja a szultán seregeinek utánpótlását. A hadjárat végül Nándorfehérvár előtt érkezett fordulópontjához. Hunyadi, Kapisztrán és Carvajal is jelen volt a vár védelménél.
A hatalmas sereggel felvonuló II. Mehmed újabb bulla kiadására ösztönözte Kallixtuszt. 1456. június 29-én kiadta a Cum hiis superioribus annis kezdetű úgynevezett imabullát, amelyben az imádságokon kívül elrendeli a déli harangszót is minden keresztény egyházmegyében. A naponta megszólaló harang imára szólította a keresztényeket, hogy ezzel kérjék a török ellen harcoló seregek győzelmét. Az ötlet egyébként valószínűleg éppen az iszlámból származik, ahol a müezzin naponta ötször felhangzó éneke hívta imára Allah híveit. A keresztes seregek 1456. július 22-én fényes diadalt arattak a török seregek felett, és ezzel közel ötven évre visszavetették a török támadásokat Magyarország határaitól. A hatalmas jelentőségű győzelmet egész Európa ünnepelte, de leginkább Kallixtusz üdvözölte a csata hőseit. 1456. augusztus 6-án két héttel később értesülve Hunyadi július 22-ei diadaláról, kiadott egy újabb bullát, amelyben a déli harangszót ekkor már a hálaadó imával együtt tette kötelezővé a templomokban. A keresztény fegyverek győzelmének emlékére kihirdette az egyház számára az Urunk színeváltozása új ünnepét.

### Tovább a hadak útján
Kallixtusz valóban kitörő örömmel fogadta Hunyadi diadalát, igaz a győzelem után hamar veszteségeket is el kellett szenvedniük: a kitört pestisjárványban ui. meghalt a kitűnő hadvezér, és Kapisztrán János is. A pápa a nándorfehérvári diadalban meglátta a török kiűzésének és visszaszorításának lehetőségét, így újra diplomáciai kapcsolatba lépett az európai uralkodókkal, hogy egy végső keresztes hadjáratban kisöpörjék a hitetleneket a kontinensről. Mindenekelőtt Frigyes császárt akarta megnyerni az ügynek, így hamar nekilátott kibékíteni V. Lászlóval. De a tárgyalások alatt, 1457-ben László meghalt, és trónját a magyar rendek Hunyadi Mátyásnak ajánlották fel. Ekkor Frigyes újra trónharcokat indított a magyar koronáért. Az ellenségeskedés miatt egyik ország sem vállalta az újabb küzdelmet. Genova és Aragónia is háborúban álltak egymással, Anglia és Skócia is a százéves háborúra hivatkozott, míg Franciaországban Kallixtusznak sikerült megnyernie a királyság trónörökösét a keresztes háborúnak. Végül a király visszamondta a pápának tett ígéretet, és a francia rendek is fellázadtak az egyházfő törökellenes harcok címén beszedett adói ellen. Több tartomány megtagadta a fizetést. Ugyanez történt a Német-római Birodalomban is, ahol Frigyes császár ellenkezése mellett a német hercegek sem akartak háborúba vonulni.

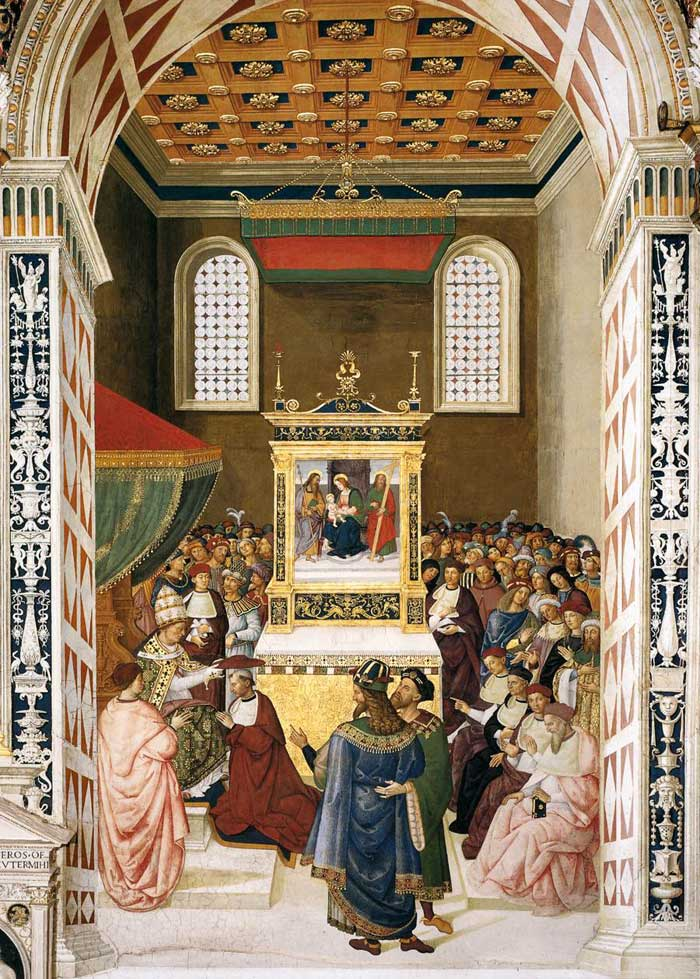
Pinturicchio: III. Kallixtusz pápa fogadja Enea Silvio de'Piccolomini bíborost

Kallixtusz egyetlen reménye Szkander bégben volt, aki az Albániára támadó Oszmán Birodalom ellen fegyvert fogott. A pápa mindenben támogatta a kiváló albán nemest, aki az egyház anyagi támogatásával komoly ellenállást tudott kifejteni a török elnyomókkal szemben. A további harcokat tehát a pápának már nem sikerült kieszközölnie a keresztény államokból, de a törökellenes háborúk még sokáig terítéken maradtak a pápák asztalán.

### Eltörpülő belügyek
A katalán származású Kallixtusz trónra emelkedésével végképp kialakultak a következő évek pápaadó családjai Rómában. A Borgia-család az örök város egyik legbefolyásosabb nemesi pártjává vált, és ebben nagy szerepe volt az első katalán származású egyházfőnek. Az aragóniai udvar és később a spanyol érdekek erősödését jelzi a család behatolása a római nemesek közé. Amikor Kallixtusz fejére helyezték a tiarát, esküt tett a keresztes háború megszervezésére, és ezzel hallgatólagosan azt is kijelentette, hogy az egyház és a pápai állam irányítását olyan emberekre bízza, akikben teljesen megbízik. Ez pedig csak családtagjaira és katalán híveire vonatkozhatott. A konklávé eredménye után a rómaiak nyílt utálattal fogadták az idegen származású egyházfőt. Hamarosan a kíséretében érkező családtagokat és más híveket is meggyűlölték. A római nemesek hamarosan kiszorultak a kulcshivatalokból. Kallixtusznak nem volt sok ideje a nemesi kérdésekkel foglalkozni, ezért szinte minden fontos és jövedelmező hivatalt családjára és párthíveire bízott. Pontifikátusa alatt két Borgia bíboros is helyet foglalhatott a szent kollégiumban. Egyik unokaöccsét, Pedro Borgiát az Angyalvár parancsnokának és Spoleto hercegének nevezte ki. Egy másik unokaöccsét, Rodrigo Borgiát pedig alig huszonöt évesen nevezte ki bíborosnak.
A 15–16. században a nepotizmus tetőpontjára hágott: egyes pápák magának az Egyházi Államnak a területeit is nemcsak hűbérül adták rokonaiknak, hanem valósággal világi hercegségekké alakították át őket, s úgy osztották szét nekik. Kallixtusz volt az egyike azon pápáknak, akik a legmesszebb mentek e téren.
Családi hivatalrendszerének építgetése mellett Kallixtusz több egyházi problémával is foglalatoskodott, amelyek közül Jeanne d’Arc perének felülvizsgálata volt a legjelentősebb. Az orléans-i szűz boszorkányperét már korábban is vitatták az egyetemek doktorai, de Kallixtusz döntött úgy először, hogy hivatalosan kivizsgáltatja az ügyet, tehát ezen a téren megtette, amit elődje nem. De V. Miklóstól, az első igazi reneszánsz pápától messze elmaradt a művészet és a humanizmus éltetésében. Uralkodása alatt is jelentős kincsekkel gyarapodott a Vatikán, ez mégsem volt annyira szembetűnő, mint Miklós idejében. Sőt a kúria humanista tudósai gyakran kerültek szembe a spanyolpárti egyházfővel.
A keresztes háborúk újraindításának kudarca és a kúria ellenségessége is megviselte Kallixtuszt. Egészségi állapota gyorsan romlott, és végül 1458. augusztus 6-án meghalt. Földi maradványait a Szent Péter-bazilika Szent András-kápolnájába temették el. 1610-ben hamvait a római Santa Maria in Monserrato degli Spagnoli templomban helyezték örök nyugalomra.

## Művei
- Documenta Catholica Omnia (latin nyelven). (Hozzáférés: 2011. december 6.)